# Diplazium molokaiense
Diplazium molokaiense là một loài dương xỉ trong họ Athyriaceae. Loài này được W.J. Rob. mô tả khoa học đầu tiên.